# Elecciones federales de Australia de 1969
El sábado 25 de octubre de 1969 se celebraron elecciones federales en Australia, en las que se renovó Cámara de Representantes.

## Resultados
|  | Partido                       | Votos     | %     | +/-   | Escaños | +/- |
|  | Partido Laborista Australiano | 2.870.792 | 46.95 | +6.97 | 59      | +18 |
|  | Partido Liberal de Australia  | 2.125.987 | 34.77 | -5.37 | 46      | -15 |
|  | Partido Nacional del Campo    | 523.232   | 8.56  | -1.28 | 20      | -1  |
|  | Democratic Labor Party        | 367.977   | 6.02  | -1.29 | 0       | 0   |
|  | Australia Party               | 53.646    | 0.88  | *     | 0       | 0   |
|  | Independientes                | 141.090   | 2.31  | +0.85 | 0       | -1  |
|  | Otros                         | 31.394    | 0.51  |       | 0       | 0   |
|  | Total                         | 6.114.118 |       |       | 125     | +1  |
|  | Coalición Liberal- Nacional   |           | 49.80 | -7.10 | 66      | -16 |
|  | Partido Laborista Australiano |           | 50.20 | +7.10 | 59      | +18 |

- Datos: Q281200